# 金芳蓉
金芳蓉（1949年10月9日—），英文全名Fan Rong K Chung Graham，在學術上則用Fan Chung，出生於臺灣高雄，籍貫安徽全椒，台裔數學家，工作主要在圖論。目前於美國加利福尼亞大學聖地牙哥分校當教授。

## 生平
受父親的鼓勵，她就讀於國立臺灣大學數學系，1970年畢業。台大數學系出了不少知名的女數學家，對其學習有不少幫助，像是同屆的李文卿、張聖容、 吳徵眉；再加上1971級的滕楚莲；1977級的萧美琪（與金芳蓉合稱台大數學系六朵金花）等。她後來到美國賓夕法尼亞大學，接觸到拉姆齊理論，開始研究。於2012年成為美國數學學會會士。
其第二任丈夫，即現任丈夫，亦是組合數學家——葛立恆。他倆和保羅·艾狄胥是好朋友，不但都曾合寫論文，艾氏亦曾多次居住在他們的家。
2016年獲選為第31屆中央研究院院士（數理科學組）。

## 相关
- Erdos-Renyi随机图

## 外部連結
- Fan Chung Graham's Homepage （页面存档备份，存于）